# RKSV Volendam in het seizoen 1969/70
Het seizoen 1969/1970 was het 15e jaar in het bestaan van de Volendamse betaaldvoetbalclub Volendam. De club kwam uit in de Eerste divisie en eindigde daarin op de eerste plaats, dit betekende dat de club rechtstreeks promoveerde naar de Eredivisie. Tevens deed de club mee aan het toernooi om de KNVB Beker, hierin werd in de eerste ronde verloren van AGOVV (0–1).

## Wedstrijdstatistieken

### Eerste divisie
|       | Blauw-Wit | FC Den Bosch '67 | SC Cambuur | D.F.C. | Elinkwijk | Excelsior | Fortuna | Fortuna SC | De Graafschap | Helmond Sport | Heracles | HVC   | RCH   | Veendam | Vitesse | De Volewijckers | Willem II |
| ----- | --------- | ---------------- | ---------- | ------ | --------- | --------- | ------- | ---------- | ------------- | ------------- | -------- | ----- | ----- | ------- | ------- | --------------- | --------- |
| Thuis | 2 – 0     | 1 – 0            | 4 – 1      | 1 – 0  | 1 – 1     | 1 – 1     | 3 – 0   | 3 – 2      | 2 – 1         | 0 – 0         | 0 – 0    | 1 – 0 | 5 – 1 | 1 – 1   | 3 – 1   | 3 – 1           | 5 – 0     |
| Uit   | 0 – 0     | 1 – 1            | 2 – 0      | 2 – 2  | 0 – 2     | 0 – 0     | 1 – 3   | 2 – 1      | 0 – 4         | 0 – 0         | 0 – 2    | 0 – 1 | 1 – 2 | 1 – 0   | 1 – 1   | 0 – 2           | 1 – 0     |

### KNVB Beker
| 1e ronde                                     | AGOVV            | 1 – 0 (0 – 0) | Volendam |
| 19 oktober 1969 Plaats: Apeldoorn Berg & Bos | Jan Fiechter 87' |               |          |

## Statistieken Volendam 1969/1970

### Eindstand Volendam in de Nederlandse Eerste divisie 1969 / 1970
| Stand | Gespeeld | Gewonnen | Gelijk | Verloren | Punten | Doelpunten voor | Doelpunten tegen |
| ----- | -------- | -------- | ------ | -------- | ------ | --------------- | ---------------- |
| 1e    | 34       | 19       | 11     | 4        | 49     | 57              | 22               |

### Topscorers
| #      | Naam           | Goal |
| ------ | -------------- | ---- |
| 1.     | Wim Kras       | 9    |
| 1.     | Meeuwis Majoor | 9    |
| 3.     | Jan Bond       | 8    |
| 3.     | Jan Mühren     | 8    |
| 5.     | Arnold Mühren  | 5    |
| 6.     | Wim Kwakman    | 4    |
| 6.     | Dick Sier      | 4    |
| 8.     | Jac Jonk       | 3    |
| 9.     | Gerrie Vlak    | 2    |
| 9.     | Johan Pelk     | 2    |
| 11.    | Jan Jonk       | 1    |
| 11.    | Jaap Schokker  | 1    |
| Totaal | Totaal         | 57   |

| #      | Naam        | Goal |
| ------ | ----------- | ---- |
| –      | Geen speler | 0    |
| Totaal | Totaal      | 0    |

## Voetnoten
Blauw-Wit ·
FC Den Bosch '67 ·
Cambuur ·
D.F.C. ·
Elinkwijk ·
Excelsior ·
Fortuna SC ·
Fortuna ·
De Graafschap ·
Helmond Sport ·
Heracles ·
HVC ·
RCH ·
Veendam ·
Vitesse ·
Volendam ·
De Volewijckers ·
Willem II